# Kurt Johansson (sportskytt)
Kurt Ivar Björn Johansson, född 25 februari 1914 i Stockholm, död 8 augusti 2011 i Strängnäs, var en svensk sportskytt och vinnare av Svenska Dagbladets guldmedalj 1966. Hans främsta meriter var två individuella VM-guld i sportskytte vid världsmästerskapen 1947 och 1966. När han 1966 mottog bradguldet var motiveringen: "För VM-seger och världsrekord i Wiesbaden."
Kurt Johansson var son till bokhållaren Oskar Ivar Johansson. Efter studier vid Södermalms läroverk anställdes han 1931 vid Skandinaviska pälsvarufabriken där. 1937 övergick han till M. A. Johanssons pälsfirma i Stockholm, som han 1942 övertog och sedan innehade i eget namn. Johnsson vann från 1935 ett stort antal svenska mästerskap i skytte, såväl med fritt gevär som med armé- och miniatyrgevär. 1938 blev han nordisk mästare med miniatyrgevär, liggande och 1939 blev han vid VM i Luzern 3:a med miniatyrgevär, sammanlagt, liggande och knästående. 1947 blev Johansson världsmästare i Stockholm med svenskt armégevär sammanlagt med 527 poäng, och satte samtidigt världsrekord i stående med 173 poäng. Johansson var vid sidan av Torsten Ullman det dominerande namnet inom svenskt sportskytte under 1940-talet.